# Гней Клавдий Север (консул 235 г.)
Вижте пояснителната страница за други личности с името Гней Клавдий Север.
Гней Клавдий Север (на латински: Gnaeus Claudius Severus) е политик и сенатор на Римската империя през 3 век.

## Биография
Фамилията му произлиза от Pompeiopolis в Пафлагония. Роднина е с антонинската императорска династия. Дядо му Гней Клавдий Север (консул 173 г.) се жени през 162/163 г. за Ания Аврелия Галерия Фаустина, най-възрастната дъщеря на император Марк Аврелий и Фаустина Млада.
През 235 г. Север е консул заедно с Тиберий Клавдий Квинтиан, който е правнук на Луций Вер.